# Shuang cheng
Shuang cheng (双程S titolo internazionale A Round Trip to Love) è un film cinese a tematica omosessuale, distribuito per la prima volta il 12 settembre 2016. Il film, insieme al suo seguito, è tratto dall'omonima novel.

## Trama
Nel 2015 Xiao Chen viene colpito al petto da una pallottola sparata da una persona ignota e Lu Feng lo porta in ospedale per salvarlo. Una volta che le condizioni fisiche di Xiao Chen sono state stabilizzate, anche se rimane pur sempre in coma, Lu Feng ripensa al loro passato.
Nel 2005 Xiao Chen e Lu Feng sono due compagni di scuola molto amici, Xiao Chen viene da una famiglia comune e ha una borsa di studio mentre Lu Feng è di famiglia ricca, ma man mano che passa il tempo, tra i due incomincia a nascere un amore con una forte attrazione; inizialmente Xiao Chen è insicuro perché crede che Lu Feng stia solo giocando con lui ma dopo un po' si convince che ciò che prova sia sincero. Dopo le reciproche dichiarazioni d'amore la loro relazione pare idilliaca e Lu Feng Feng crea una coppia di anelli gemelli ma, al momento dello scambio, i due vengono sorpresi da una guardia dell'istituto che, prontamente, li denuncia al preside. Scoppia lo scandalo e per evitare che la cosa peggiori Lu Feng viene mandato, da suo padre, all'estero mentre Xiao Chen promette alla madre, per evitare che soffra di complicazioni legate alla sua cardiopatia, che non lo vedrà più. Per evitare che Xiao Chen subisca ulteriori ripercussioni Zhuo Ian, una ragazza molto ricca che ha una cotta per lui, gli si propone come fidanzata ma lui, pur accettando la cosa agli occhi del grande pubblico, non incomincia una relazione con lei.
Nel 2010 Lu Feng è il nuovo CEO dell'azienda di famiglia e decide di fare un sopralluogo conoscitivo nei vari reparti e lì rincontra Xiao Chen, che lavora al dipartimento design. Se Xiao Chen esita a ricominciare il loro rapporto Lu Feng si dimostra sicuro e incurante di chiunque si metta sulla loro strada. I due sembrano aver riallacciato i loro rapporti ma quando Xiao Chen vede la pubblica notizia che annuncia il fidanzamento di Lu Feng (che lui aveva già declinato con suo padre) con una ricca donna fa arrabbiare moltissimo Xiao Chen, che non ha più intenzione di vederlo (per convincerlo gli dice anche di aver gettato il suo anello quando in realtà lo ha conservato). Vista la tristezza di Xiao Chen suo fratello Cheng gli rivela che, in realtà, negli ultimo cinque anni della loro separazione Lu Feng gli aveva scritto moltissime lettere che la madre gli aveva intimato di distruggere ma lui, disobbedendole, le aveva solo nascoste e, grazie a questo, tra Xiao Chen e Lu Feng i rapporti sembrano tornare buoni. La sera di capodanno Lu Feng si presenta sotto la finestra di Xiao Chen e con dei palloncini gli consegna un regalo: il cd con la loro canzone e Xiao Chen felice gli risponde mostrandogli al dito il suo anello.
L'opera continua con la seconda parte.

## Personaggi
- Lu Feng Feng, interpretato da Gao Tai Yu
Figlio di una famiglia molto ricca si innamora perdutamente del suo compagno di scuola Xiao Chen Chen. Dopo il periodo scolastico fa carriera nel management e dopo l'allontanamento di Xiao Chen Chen per volontà delle loro famiglie sviluppa una forte ossessione per lui.
- Xiao Chen Chen, interpretato da Nate Huang
Figlio di una famiglia economicamente nella media si innamora di Lu Feng Feng e gli promette eterno amore. Tra i due è quello emotivamente più instabile e si dimostra alquanto reticente a divulgare il loro rapporto.
- Cheng Yi Chen, interpretato da Xiang Hao
Fratello di Xiao Chen Chen è anche lui omosessuale ed è fidanzato con Qin Lang. Lavora come cantante.
- Qin Lang, interpretato da Yi Shuai
Fidanzato di Cheng Yi Chen e manager del locale dove canta.